# Chieftains (Major Ridge Home)
Chieftains (deutsch: Besitz des Häuptlings), auch bekannt unter dem Namen Major Ridge Home, ist ein zweigeschossiges Holzhaus am Riverside Parkway 501 in Rome im amerikanischen Bundesstaat Georgia.
1973 wurde das Gebäude zum National Historic Landmark der Vereinigten Staaten erklärt, weil es das Wohnhaus von Major Ridge war, eines bedeutenden Häuptlings der Cheerokee-Nation. Ridge war auf Seiten der Cherokee einer der wichtigsten Unterzeichner des Vertrags von New Echota 1835. Dieser Vertrag besiegelte die Übergabe des Landes der Cherokee östlich des Mississippi an die Vereinigten Staaten und die Umsiedlung der Indianer im Tausch gegen eine Entschädigung von 5 Millionen Dollar und Land im Indianer-Territorium im heutigen Bundesstaat Oklahoma.

## Major Ridge in Chieftains
Um 1819 zog Major Ridge (1771–1839) mit seiner Familie in das Blockhaus in Rome ein. Er lebte dort während der zunehmend gewalttätigen Auseinandersetzungen der Indianer mit den europäischen Amerikanern, in der Hoffnung, mit ihnen einen Vertrag auszuhandeln, um die Vertreibung der Cherokee durch die Neusiedler zu verhindern. Durch seine kämpferische Art erlangte er zunächst viel Ansehen innerhalb des Cherokee-Stammes. Er wurde zu einer politischen Führungsperson und traf während der Verhandlungen mit den „Weißen“ viele Entscheidungen als Vertreter der Cherokee. Wegen seiner rasant gewachsenen politischen Macht und seinem Reichtum stellten sich allerdings viele seiner Stammesmitglieder gegen ihn.
Die von Major Ridge angeführte Cherokee-Gruppe wurde Treaty-Party genannt. Deren Mitglieder glaubten, dass die Umsiedlung ins Indianer-Territorium im aussichtslosen Konflikt mit den europäischen Kolonisatoren noch die beste von vielen schlechten Zukunftsaussichten eröffnete. Ridge erkannte, dass er und sein Volk keine Möglichkeiten haben würden, die Vereinigten Staaten durch einen Krieg zu besiegen, aber die meisten Cherokee waren anderer Meinung. Sie sprachen sich gegen Ridge und die Treaty-Party und für die unnachgiebige Politik seines Gegners, des späteren Stammeshäuptlings John Ross aus.
Nach der gewaltsamen Umsiedelung in das Indianer-Territorium in Oklahoma wurden Ridge und einige andere Mitglieder der Treaty-Party 1839 im Auftrag von John Ross ermordet. Ihnen wurde vorgeworfen, mit der Abtretung des ursprünglichen Siedlungsgebiets gegen Gesetze der Cherokee verstoßen zu haben.

## Chieftains – Vom Wohnhaus zum Museum

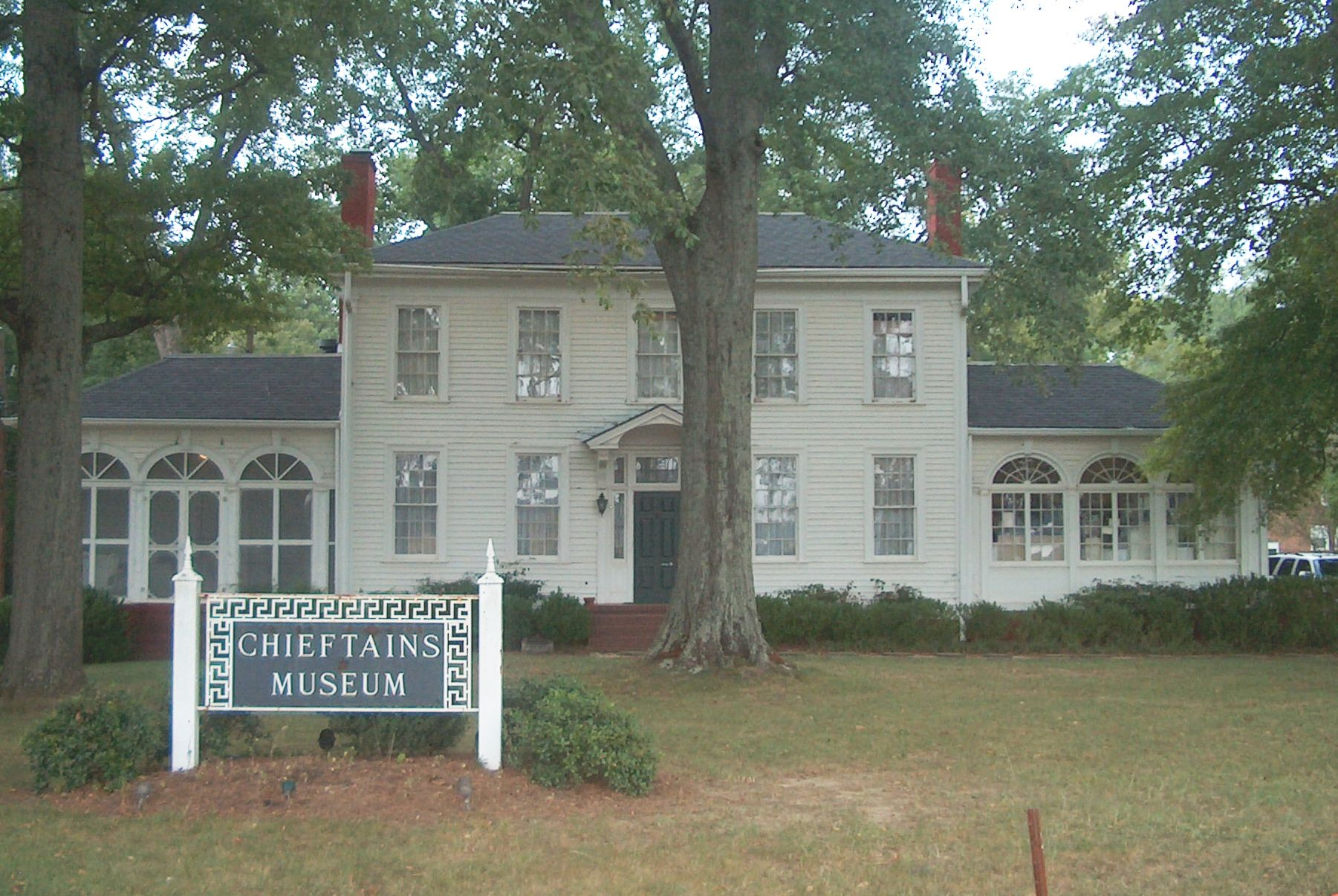
Chieftains

Das ursprüngliche Haus war klein und aus handbearbeiteten Holzstämmen im Dogtrot-Stil gefertigt, erbaut 1792.
Im Laufe der Jahre nach seinem Einzug 1819 vergrößerte Ridge die Wohnfläche durch Anbauten und Aufstockung, bis letztlich das ursprüngliche Blockhaus vollständig innerhalb eines großen zweistöckigen Holzrahmenhauses lag.
Dieses war das Hauptgebäude seiner 0,9 km² großen Sklavenhalter-Plantage. Außerdem erweiterte er sein Grundstück bis an die Ufer des Oostanaula River oberhalb des Zusammenflusses mit dem Etowah River. Den Fluss benutzte er, um zu reisen und um die auf der Plantage produzierte Baumwolle zum Markt zu bringen. Das Gelände am Flussufer ist Teil des Riverside Parks der Stadt Rome.
Chieftains wurde von der wohltätigen Frauenvereinigung Junior Service League of Rome aufgekauft, um es vor dem Verfall zu bewahren. 1971 wurde es umgebaut und als historisches Museum mit dem Namen Chieftains Museum der Öffentlichkeit zugänglich gemacht. Im April 1971 wurde das Gebäude in das National Register of Historic Places aufgenommen. Am 7. November 1973 wurde das Gebäude zum National Historic Landmark der Vereinigten Staaten erklärt, zeitgleich mit dem Wohnhaus seines Kontrahenten John Ross, dem John Ross House in Rossville.
2002 wurde das Chieftains Museum von der Verwaltung der Nationalparks als Teil des Trail of Tears aufgenommen, des historischen Vertreibungsweges der Cherokee. Dieser war 1987 eingerichtet worden, zum Andenken an die vielen Verstorbenen während der Umsiedelung.
Die Ausstellungen des Museums behandeln das Leben Major Ridges und das Leben der Cherokee im 19. Jahrhundert allgemein.